# Vorderrhein
Der Vorderrhein (surselvisch Rein Anteriurⓘ; sutselvisch Ragn Anteriur; Rumantsch Grischun, Vallader und Puter Rain Anteriur; surmeirisch Ragn anteriour) ist einer der beiden Quellflüsse des Rheins. Sein Einzugsgebiet von 1512 km² liegt überwiegend im Kanton Graubünden (Schweiz). Der Vorderrhein ist mit etwa 77 Kilometern gut 5 Prozent länger als der Hinterrhein (jeweils gemessen über den längsten Quellast). Jedoch ist der Vorderrhein mit einer mittleren Wasserführung von 53,8 m³/s etwas kleiner.
Vorderrhein war auch der Name eines Bezirks, der 1851 mit der Neuorganisation des Bündner Gerichtswesens geschaffen wurde. Sein Gebiet ist seit 2001 Teil des Bezirks Surselva.

## Geographie

### Verlauf
Der Vorderrhein durchfliesst, überwiegend nach Ostnordost orientiert, die Surselva, ein grosses Alpenlängstal. Dessen Nordseite ist steil mit kurzen Tälern, die Südseite hingegen durch teils längere Seitentäler gegliedert, ähnlich der Situation im sich westlich anschliessenden Wallis. Daher münden die wichtigsten Nebenflüsse Rein da Sumvitg, Glenner und Rabiusa alle von Süden. In seinem Unterlauf durchfliesst der Vorderrhein die vom Flimser Bergsturz herrührende Schluchtlandschaft der Ruinaulta. Bei Reichenau vereinigt er sich mit dem Hinterrhein zum (Alpen-)Rhein.

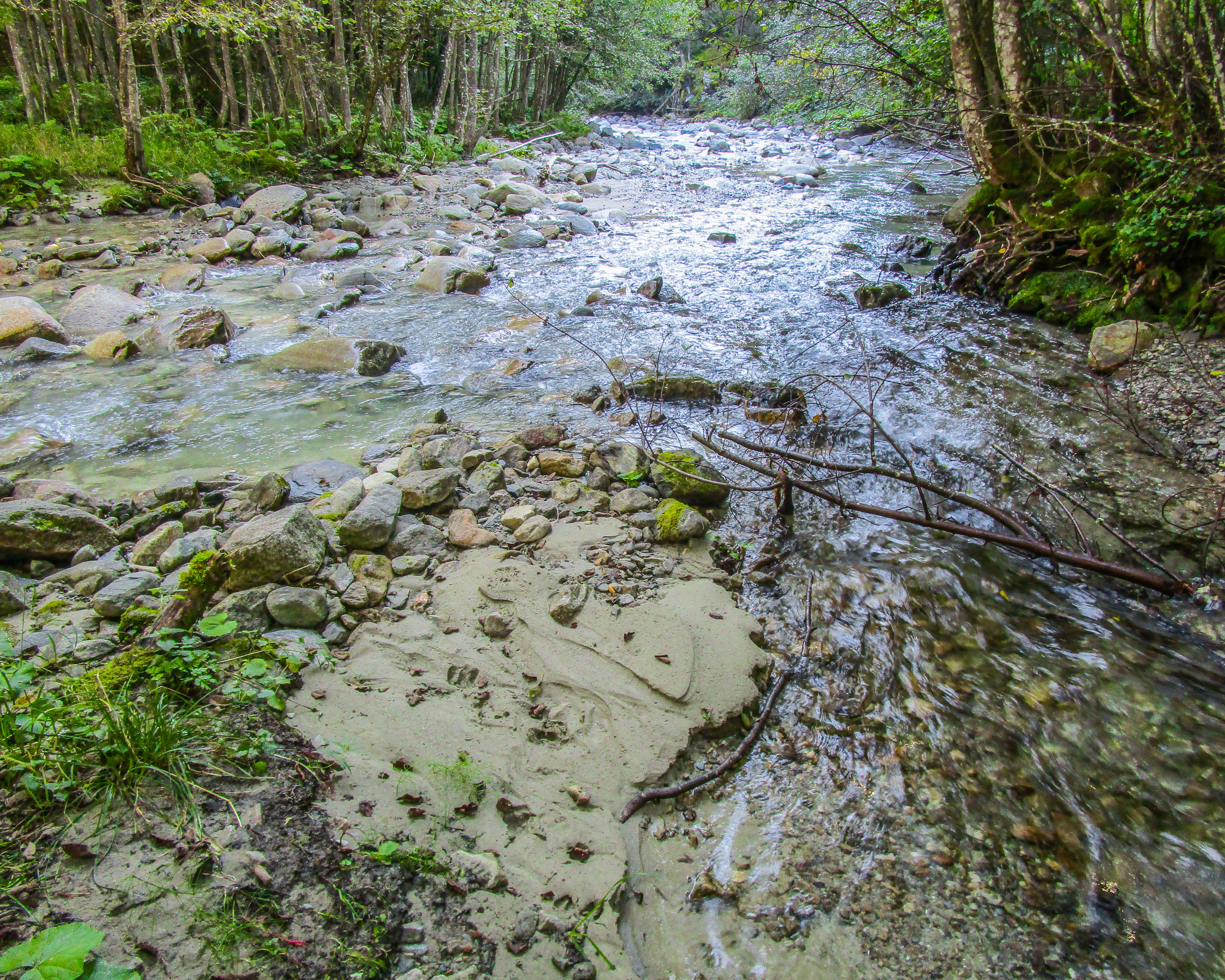
Mündung des Rein da Nalps in den Vorderrhein bei Cavorgia
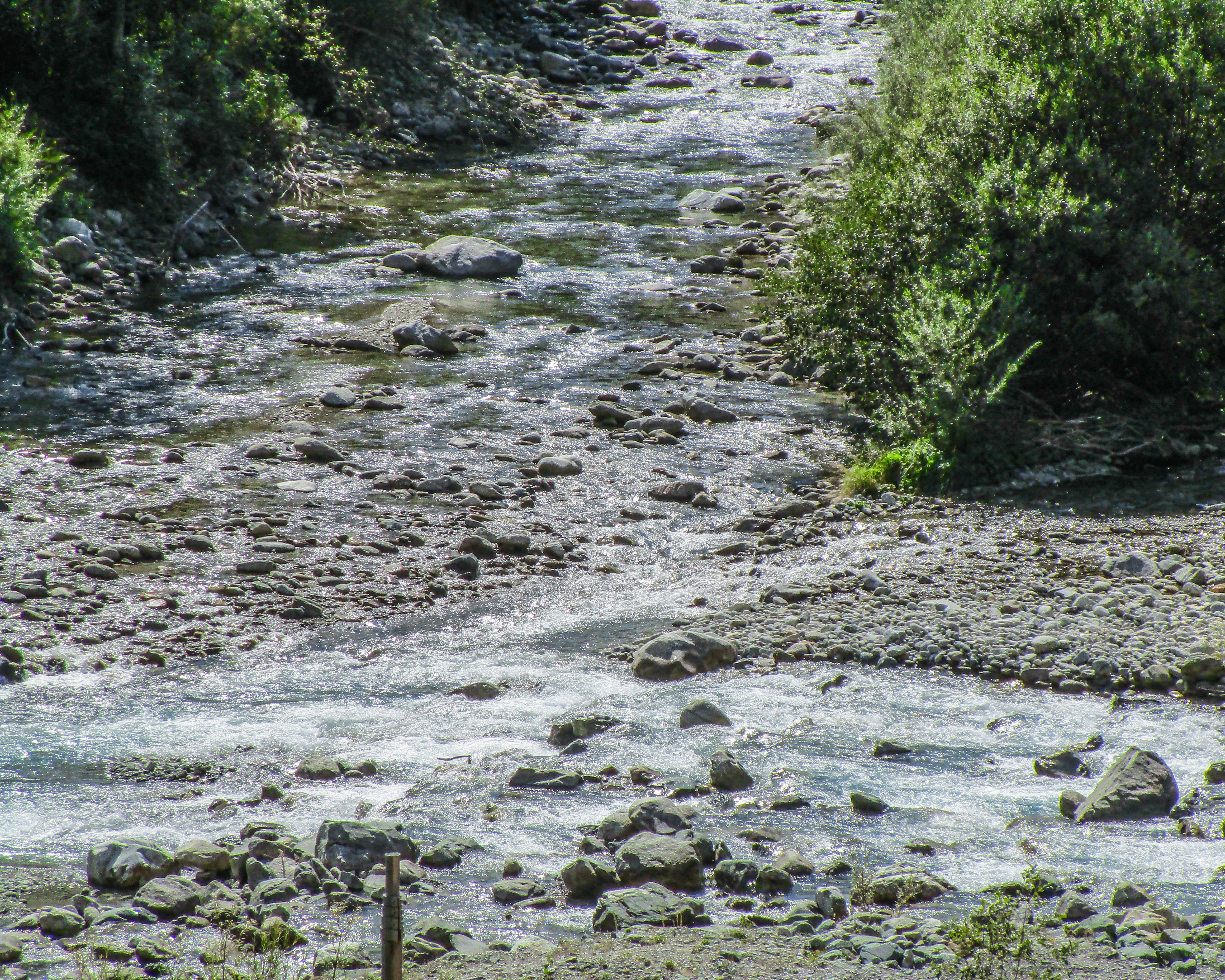
Mündung des Aua Russein in den Vorderrhein zwischen Cumpadials und Disentis
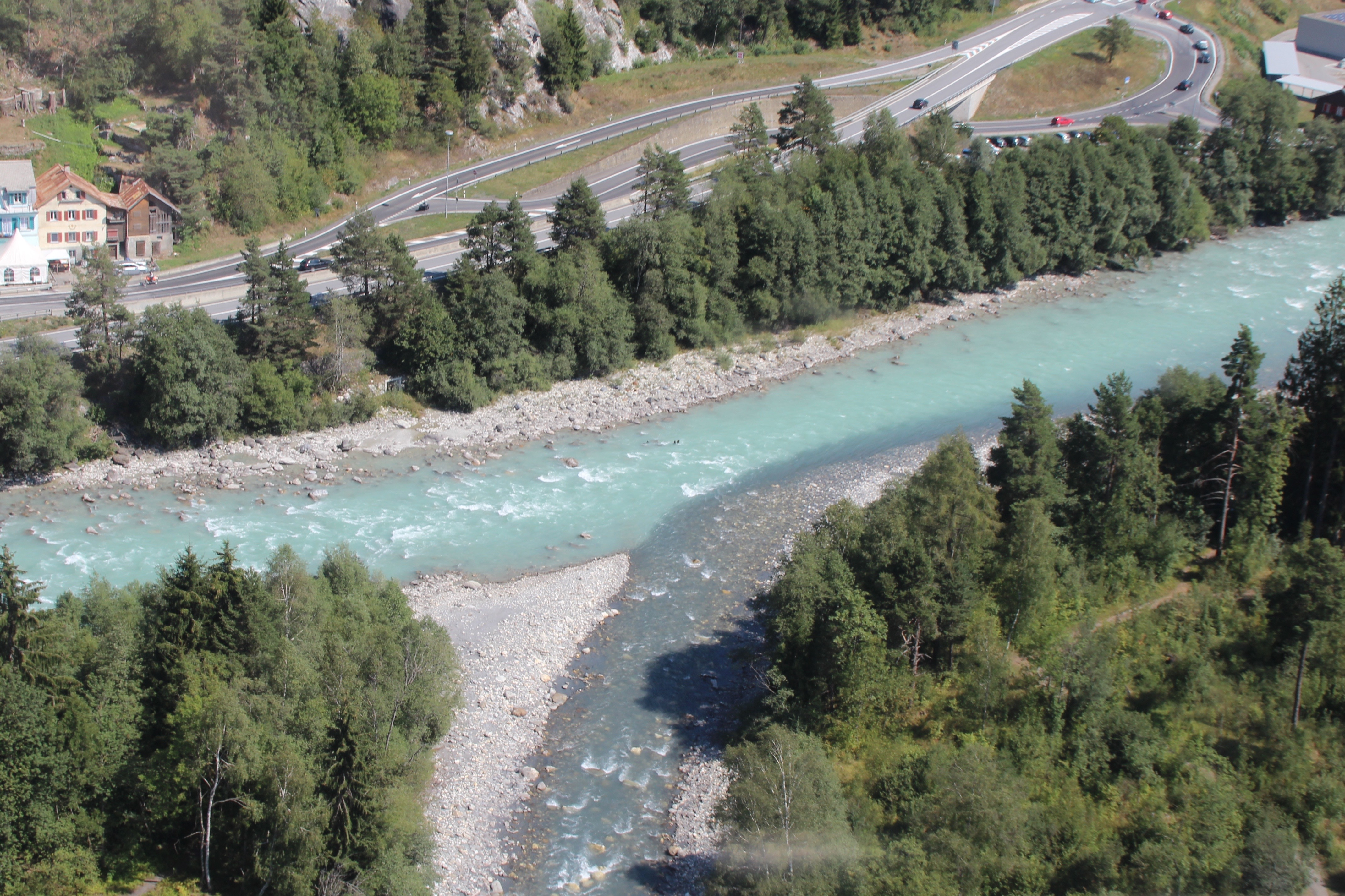
Mündung des Glenner in den Vorderrhein bei Ilanz/Glion
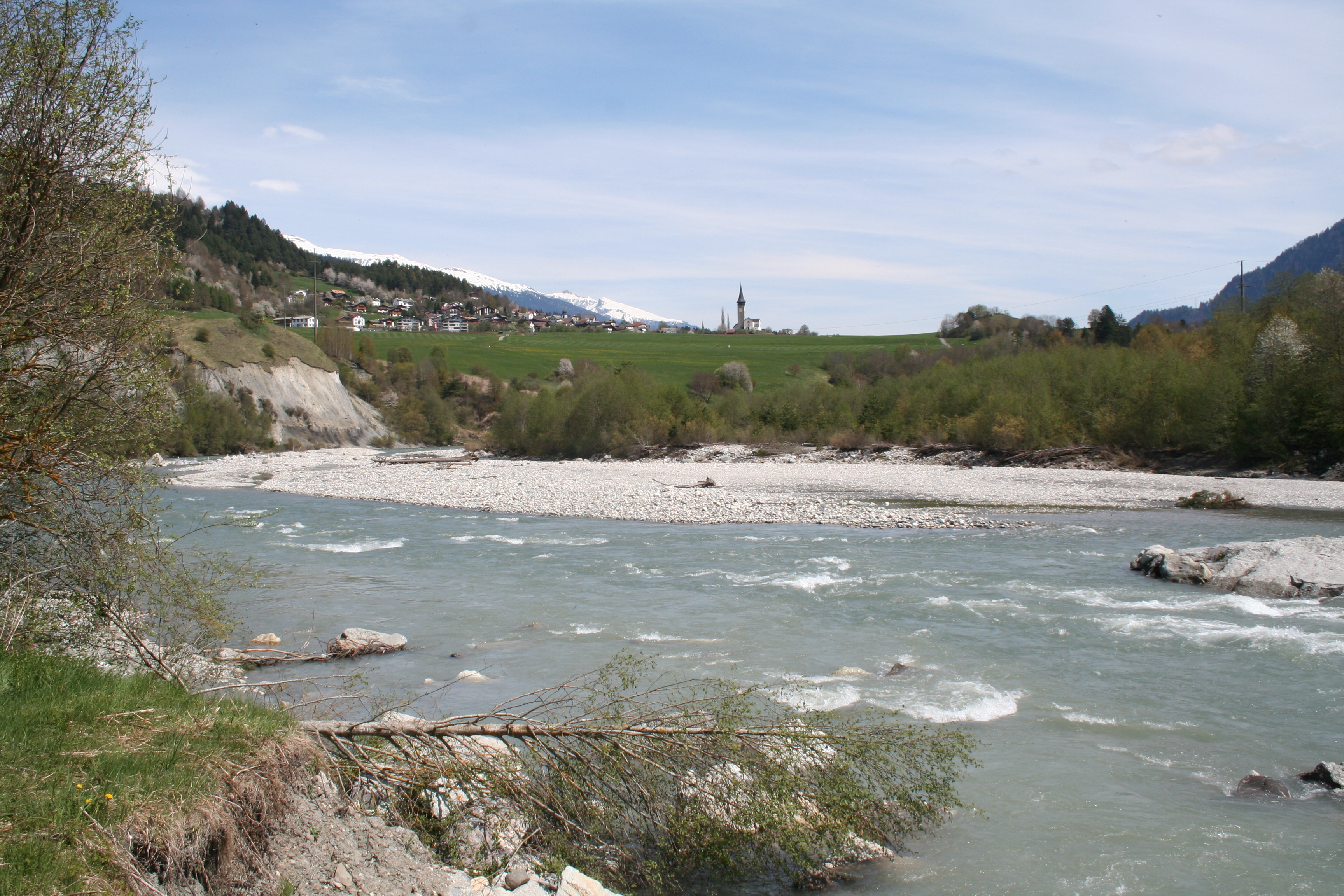
Der Vorderrhein bei Schluein mit Blick auf Sagogn
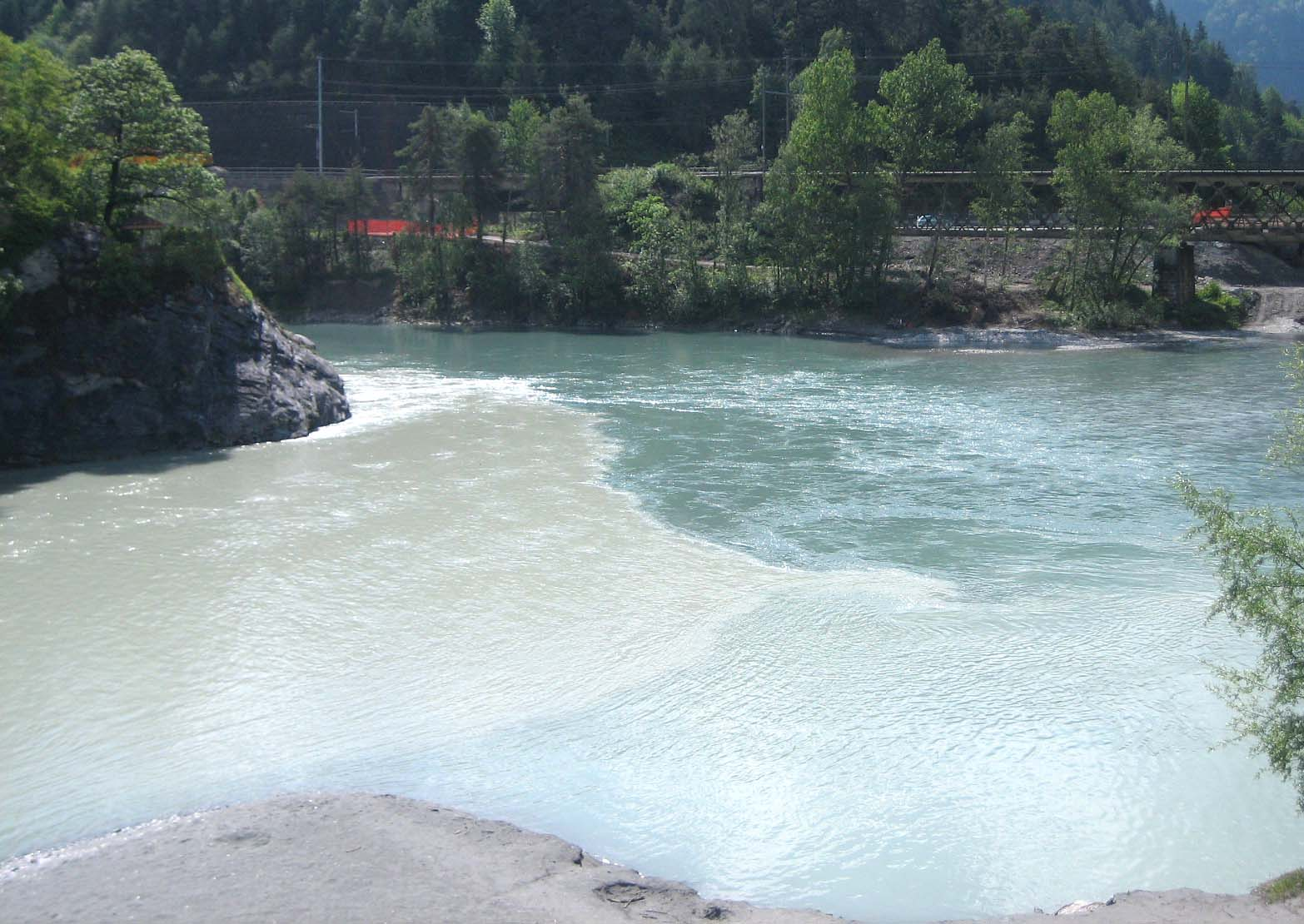
Zusammenfluss Hinterrhein (rechts) und Vorderrhein (links) bei Reichenau GR
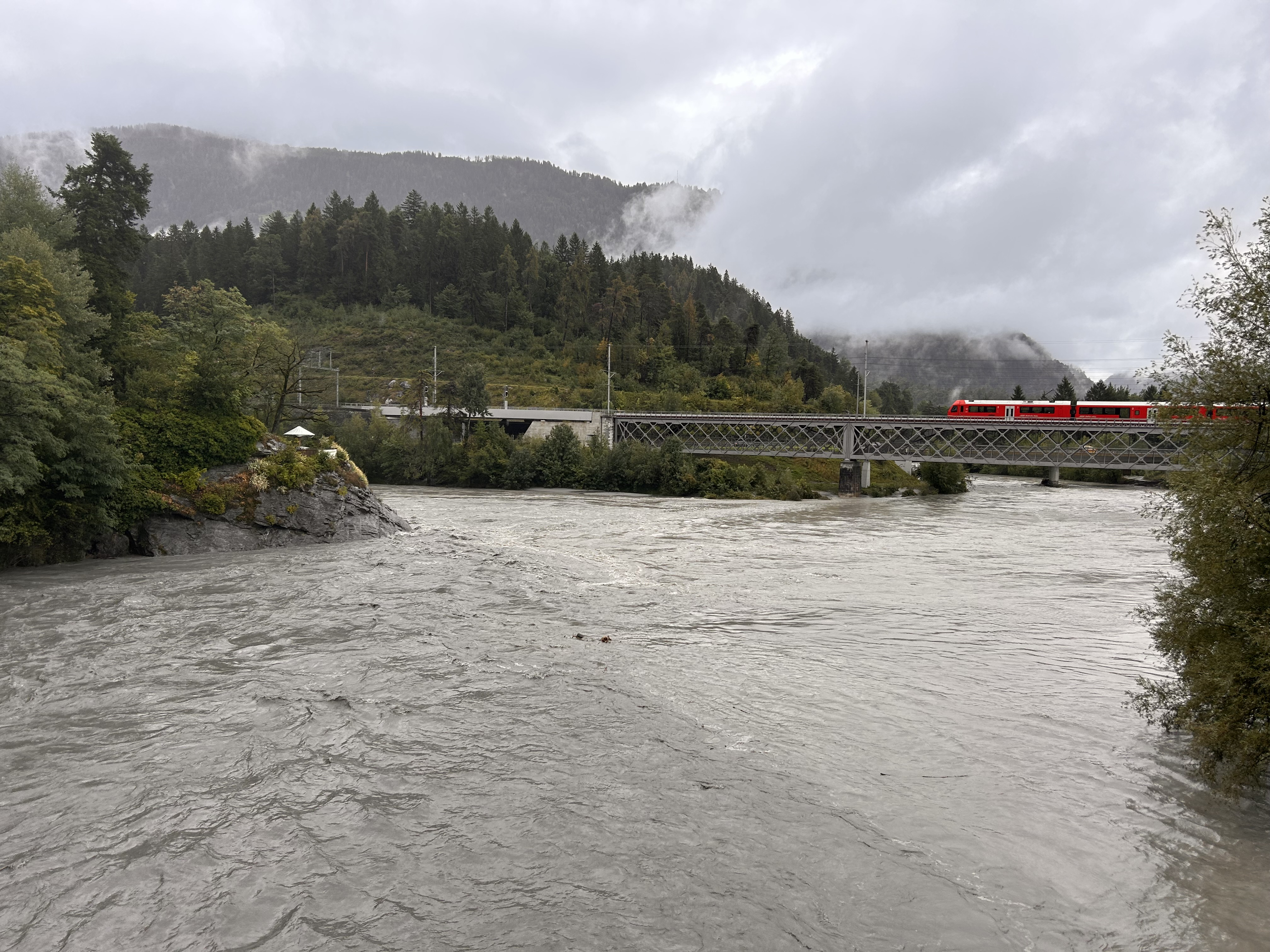
Zusammenfluss bei Hochwasser, 28. August 2023

### Quellarme
Von den Nebenflüssen des Vorderrheins können einige als ebenbürtige Quellarme gelten. Flussabwärts sind dies (jeweils mit Fliessstrecke von den Quellen zum Zusammenfluss von Vorder- und Hinterrhein):
- zwei von den Gebieten Puozas und Milez in der Nähe des Oberalppasses herabkommende Bäche (beide etwa 70 km)
- Rein da Tuma, einschliesslich des Lai da Tuma/Tomasee und des wichtigsten Seezuflusses (etwa 72 km)
- Quellast Aua da Val aus dem Val Val (etwa 70 km)
- Rein da Maighels (etwa 76 km) (Nebenfluss des Rein da Curnera)
- Rein da Curnera (etwa 75 km)
- Rein da Nalps (etwa 72 km)
- Rein da Medel, im Tessiner Oberlauf Reno di Medel, danach auch Froda genannt (etwa 77 km)

Die längeren Quellarme liegen also nicht am Oberalppass, sondern südöstlich davon. Der längste Quellast des Vorderrheins (und des Rheins insgesamt, siehe auch Rheinquelle) ist der auf Markung der Tessiner Gemeinde Quinto entspringende Reno di Medel, der in seinem obersten Talabschnitt, dem Val Cadlimo, südlich des geomorphologischen Alpenhauptkamms verläuft (westlich des Lukmanierpasses).

## Verkehr

### Eisenbahn
Der Vorderrhein wird auf seiner gesamten Länge von der schmalspurigen Eisenbahnlinie Chur-Disentis/Mustér der Rhätischen Bahn begleitet. Ab Disentis führt die Strecke der Furka-Oberalp-Bahn, der heutigen Matterhorn-Gotthard-Bahn zum Oberalppass und weiter nach Andermatt.

### Strasse
Die Hauptverkehrsstrasse weicht im Bereich der Ruinaulta nordwärts aus und verläuft an der höchsten Stelle bei Flims rund 480 Meter über dem Rhein.

### Brücken
Auf ihrem Weg wird der Vorderrhein von rund 50 Übergängen überquert. Fünfmal wird der Fluss von der Rhätischen Bahn überspannt. Die Punt da Rueun steht unter kantonalem Denkmalschutz.

## Freizeit und Erholung
Die grössten Gemeinden entlang des Vorderrheins sind Disentis/Mustér und Ilanz/Glion. Der dortige Flusslauf speziell zwischen Ilanz und Versam ein Ziel für Paddelsport und Riverrafting.
Die Senda Sursilvana, ein Fernwanderweg entlang des jungen Rheins führt vom Oberalppass her entlang des Vorderrheins in Richtung Chur.